# (5971) Tickell
(5971) Tickell est un astéroïde de la ceinture principale.

## Description
(5971) Tickell est un astéroïde de la ceinture principale. Il fut découvert le 12 juillet 1991 à l'observatoire Palomar par Henry E. Holt. Il présente une orbite caractérisée par un demi-grand axe de 2,60 UA, une excentricité de 0,17 et une inclinaison de 12,3° par rapport à l'écliptique.

## Compléments